# Cosme III de Médicis
Pour les autres membres de la famille, voir Famille de Médicis.
Cosme III de Médicis (en italien, Cosimo III de' Medici), né le 14 août 1642 à Florence et mort le 31 octobre 1723 dans la même ville, est grand-duc de Toscane de 1670 à 1723.

## Biographie
Cosme III est le fils de Ferdinand II de Médicis et de Vittoria della Rovere.
Son long règne n'inverse pas le déclin de la Toscane. Très pieux voire bigot, il cesse d'accorder protection aux savants contre l'Inquisition et impose un mode de vie austère aux Florentins, habitués aux fêtes. Profondément religieux, il fit construire près de sa résidence préférée, la Villa Medicea dell'Ambrogiana, un couvent dédié à San Pietro d'Alcántara, où s'établirent des moines venus spécialement d'Espagne.
Son mariage en 1661 avec Marguerite-Louise d'Orléans, fille de Gaston de France, est des plus mal assorti, lui bigot et austère et elle, joviale voire frivole. Lors de leur mariage, on joue le ballet d’Atlas, gigantesque automate imaginé par Ferdinando Tacca et typique de l’art colossal.
Le couple se sépare en 1675 et la princesse retourne en France. Reléguée par le roi dans une abbaye parisienne hébergeant les dames de la noblesse, elle n'est conviée à la cour que pour les événements familiaux encore est-t-elle traitée avec froideur. Lors du mariage de la princesse Marie-Louise avec le roi d'Espagne, le roi dira ouvertement à la jeune mariée et en présence de la grande-duchesse : « Au revoir madame, et pour toujours. »
En 1673, il institue à Rome l'Académie grand-ducale, et nomme comme directeurs le peintre Ciro Ferri et le sculpteur Ercole Ferrata.
Mais il est surtout préoccupé toute sa vie, par le problème de sa succession. Les mariages de ses enfants, Ferdinand, son fils aîné, Anne-Marie-Louise, sa fille puinée et Jean-Gaston, le cadet, ne produisant aucun héritier légitime, bien qu'il ait marié contre son gré son fils cadet à une veuve ayant déjà une fille.

## Collectionneur naturaliste

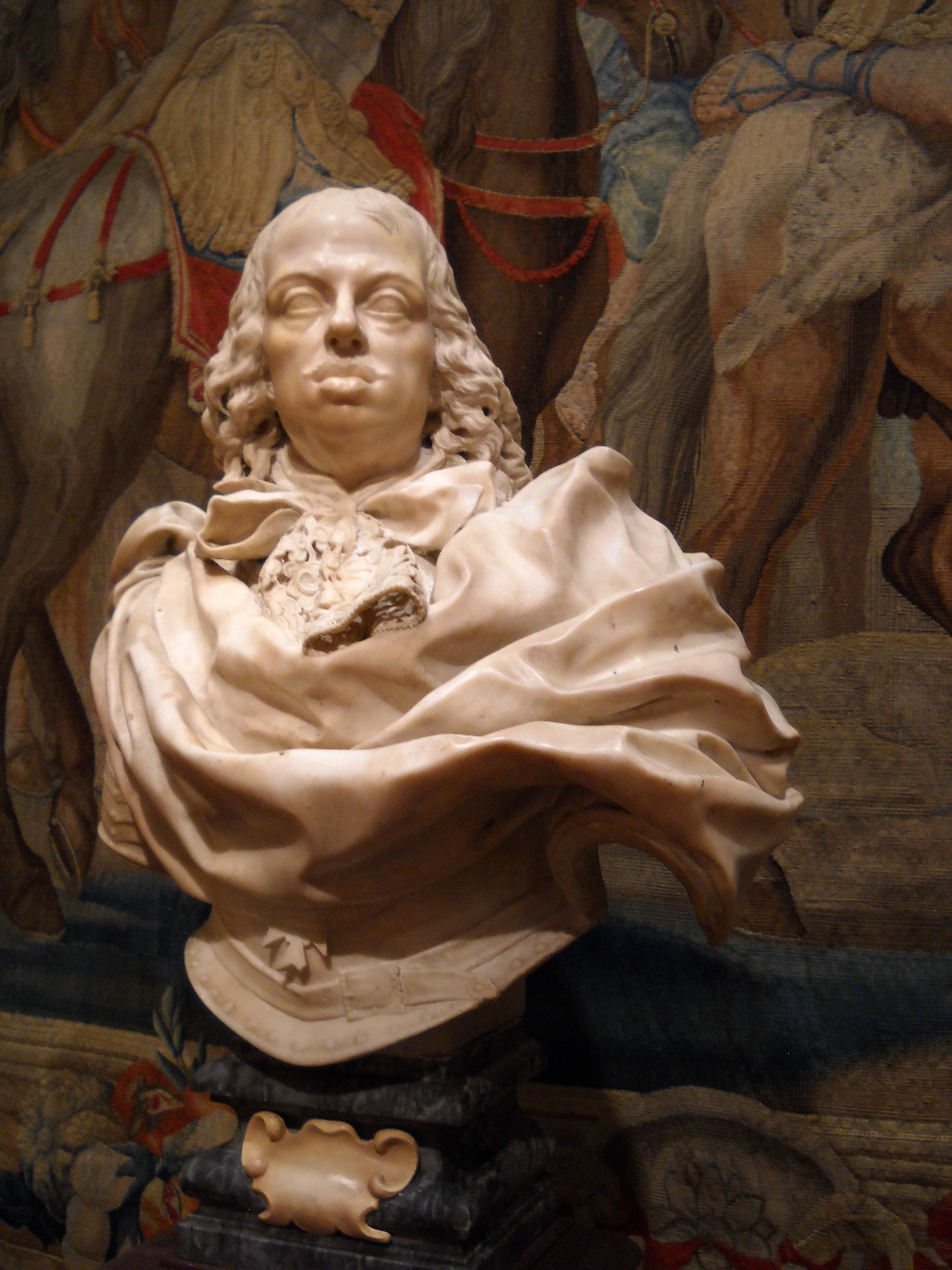
Buste du grand-duc Cosme III, par Giovanni Battista Foggini (1683).

La Villa Medicea dell'Ambrogiana est sa demeure préférée. Il y installe quelques-unes de ses collections de peintures, de spécimens botaniques ou de sciences naturelles, en les faisant orner par Ferdinando Tacca.
Lors de voyages aux Pays-Bas (1667 et 1669), il achète deux natures mortes de fleurs et de fruits réalisées par Jan Davidsz de Heem.
En 1677, il fait construire une loggia pour recevoir le Cabinet d'histoire naturelle, où le médecin du grand-duc Francesco Redi exécute quelques expériences et croisements d'animaux rares qu'il fait venir exprès à la villa, comme l'oiseau indien « caracos », retrouvé sur la plage de Grosseto, le perroquet blanc des Indes « grand comme une poule », ou la cigogne noire.
Agnolo Gori lui présente Bartolomeo Bimbi, à qui il commande des natures mortes représentant la flore pour la décoration de la Villa Medicea di Castello, et des natures mortes de fruits pour le pavillon de chasse de la Topaia, sur les hauteurs de cette résidence. Ces représentations d'après nature, d'une extrême précision scientifique, utilisent le savoir de Redi. On peut encore les admirer aujourd'hui, dans le musée de la nature morte qui occupe le second et dernier étage de la Villa médicéenne de Poggio a Caiano.
Bimbi peignit aussi les aberrations de la nature, exagérées sans doute par le goût des caprices grotesques du Seicento : comme la vitella et le mouton bicéphale.
Bimbi collabore avec Andrea Scacciati, peintre de la grande-duchesse Vittoria della Rovere. Cosme III hérite de ses tableaux, mentionnées dans l'inventaire de Poggio Imperiale et les transporta dans le pavillon de la Topaia et la Villa Ambrogiana. Douze bouquets de Scacciati sont conservés aujourd'hui dans les galeries florentines.
Il patronne, comme d'autres souverains contemporains, tels que la reine Christine de Suède et l'archiduc Léopold Guillaume, l'école des Fijnschilders ou peinture fine dont la technique s'apparente à la miniature (enluminure) et dont le principal représentant est le peintre hollandais Gerard Dou.

## Mariage et descendance
Il épouse en 1661 Marguerite-Louise de France (1645-1721), fille de Gaston de France, duc d'Orléans, frère cadet du roi Louis XIII, « Monsieur » et de  Marguerite de Lorraine. Le couple se sépare en 1675. 
Ils ont :
- Ferdinand (1663-1713) épouse en 1689 Violante-Béatrice de Bavière (1673-1731), sans postérité ;

- Anne-Marie-Louise (1667-1743) pressentie pour épouser Louis XIV de France puis son fils le dauphin, épouse en 1691 Jean-Guillaume Ier, Électeur de Palatinat (1658-1718), sans postérité ;

- Jean-Gaston Ier (1671-1737) épouse en 1697 Anne-Marie-Françoise de Saxe-Lauenbourg, veuve de Philippe de Palatinat (1672-1741), sans postérité.